# Angeł Karalijczew
Angeł Karalijczew (ur. 21 sierpnia 1902 w Strażicy, zm. 14 grudnia 1972 w Sofii) – bułgarski pisarz.

## Życiorys
Urodził się w 1902 roku we wsi (obecnie mieście) Strażica. Ukończył gimnazjum w Strażicy oraz liceum w Wielkim Tyrnowie. Zadebiutował w 1919 roku na łamach pisma Uczeniczeska misył wierszem „Orzeł” (Орелът). Studiował początkowo chemię na Uniwersytecie Sofijskim im. św. Klemensa z Ochrydy, ale w 1928  ukończył studia na Uniwersytecie Gospodarki Narodowej i Światowej. Początkowo jego twórczość była bliska prozie tzw. wrześniowców, jednakże po 1925 roku odszedł od poglądów lewicowych. Sławę przyniósł mu zbiór opowiadań o tematyce wiejskiej „Zboże” (Ръж) wydany w 1925 roku. W tym samym roku wydał swoją pierwszą powieść dla dzieci „Miś” (Мечо). Wydał kilkadziesiąt zbiorów opowiadań, reportaże z podróży oraz liczne powieści i opowiadania dla dzieci. Zmarł w 1972 roku w Sofii.
Jego imię nosi szkoła w rodzinnym mieście Strażica.

## Twórczość literacka
Angeł Karalijczew początkowo pisał liryzowane opowiadania o tematyce wiejskiej w późniejszym okresie z elementami legendarnymi oraz baśniowymi. Jego utwory są praktycznie pozbawione fabuły oraz opisu natomiast akcja obraca się wokół jednego drobnego wydarzenia. Opracował 5 tomów bułgarskich bajek ludowych w dwóch cyklach „Bajkowy świat” (Приказен свят) wydany w latach 1929–1933 oraz „Bułgarskie bajki ludowe” (Български народни приказки) wydane w latach 1948–1952. Jego utwory zostały przetłumaczone na ponad 60 języków.

## Książki przetłumaczone na język polski
- Jadwigi Nurkiewicz (wybór i tłum.), Worek z tykwami: opowiadania, 1961. Brak numerów stron w książce
- Helena Madany (tłum.), Trzej bracia i złota jabłoń, 1970. Brak numerów stron w książce
- Helena Madany (tłum.), Toszko małpka afrykańska, 1973. Brak numerów stron w książce
- Jadwiga Nikołow (tłum.), Dzielny Czawdar (opowiadanie z tomu „Prikazen swjat”), 1973. Brak numerów stron w książce
- Jadwiga Nikołow (tłum.), Odważny kogucik, 1973. Brak numerów stron w książce
- Helena Madany (tłum.), Worek dyń, 1975. Brak numerów stron w książce
- Alina Iwandżijska (tłum.), Białe jagniątko, 1977. Brak numerów stron w książce

## Nagrody i wyróżnienia
- Nagroda Dymitrowa (1963)[2][3]
- wpis na listę honorową Międzynarodowej Izby ds. Książek dla Młodych za zbiór bajek „Prikazen swjat” (1974)[6]